# Buch (Reno-Hunsrück)
Buch è un Ortsgemeinde - un comune appartenente ad un Verbandsgemeinde, una sorta di collettività di comuni- di 928 abitanti nel Renania-Palatinato, in Germania.
Appartiene al circondario (Landkreis) del Rhein-Hunsrück-Kreis (targa SIM) ed è parte della comunità amministrativa (Verbandsgemeinde) di Kastellaun.

## Geografia
Il comune si trova su una cresta nella Hunsrück tra le profonde valli di due ruscelli locali, il Wohnrother Bach e il Dünnbach ad un'altitudine di circa 400 m sul livello del mare. I centri municipali di Buch e Mörz si trovano 45 km a sud-ovest di Coblenza e 4 km a ovest di Kastellaun.

## Storia
Nel 1052, Buch ebbe la sua prima menzione documentaria. Nel 1332, Ludovico il Bavaro riconobbe all'arcivescovo Baldovino di Lussemburgo tutti i possedimenti dell'elettorato di Treviri, tra cui Balduinseck e Buch. Buch apparteneva alla corte di Beltheim. Fino alla fine del XV secolo, è noto che esisteva una famiglia cavalleresca di nome "von Buch". A partire dal 1794, Buch si trovava sotto il dominio francese. Nel 1815 fu assegnato al Regno di Prussia al Congresso di Vienna. Il comune nella sua forma attuale è stato creato il 17 marzo 1974 attraverso la fusione del comune di Buch con quello che fino a quel momento era il comune autosufficiente di Mörz.

## Politica

### Consiglio municipale
Il consiglio è composto da 12 membri, che sono stati eletti alle elezioni comunali tenutesi il 7 giugno 2009 e il sindaco onorario come presidente.

### Sindaco
Il sindaco di Buch è Joachim Mertes, che è anche membro del consiglio distrettuale e della legislatura statale della Renania-Palatinato. I suoi vice sono Monika Zimmer e Elmar Kremer.